# شون غودوين
شون غودوين (بالإنجليزية: Shaun Goodwin)‏ هو لاعب كرة قدم ومدرب كرة قدم بريطاني في مركز الوسط، ولد في 14 يونيو 1969 في روثرهام ‏ في المملكة المتحدة. لعب مع نادي ألترينتشام ونادي دونكاستر روفرز ونادي روذرهام يونايتد.